# Sheldon Lewis

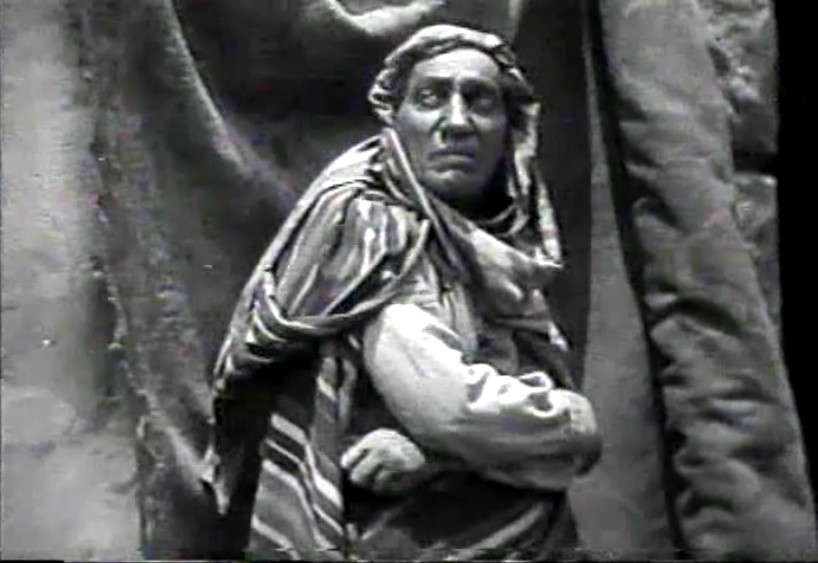
In Tarzan the Tiger (1929)

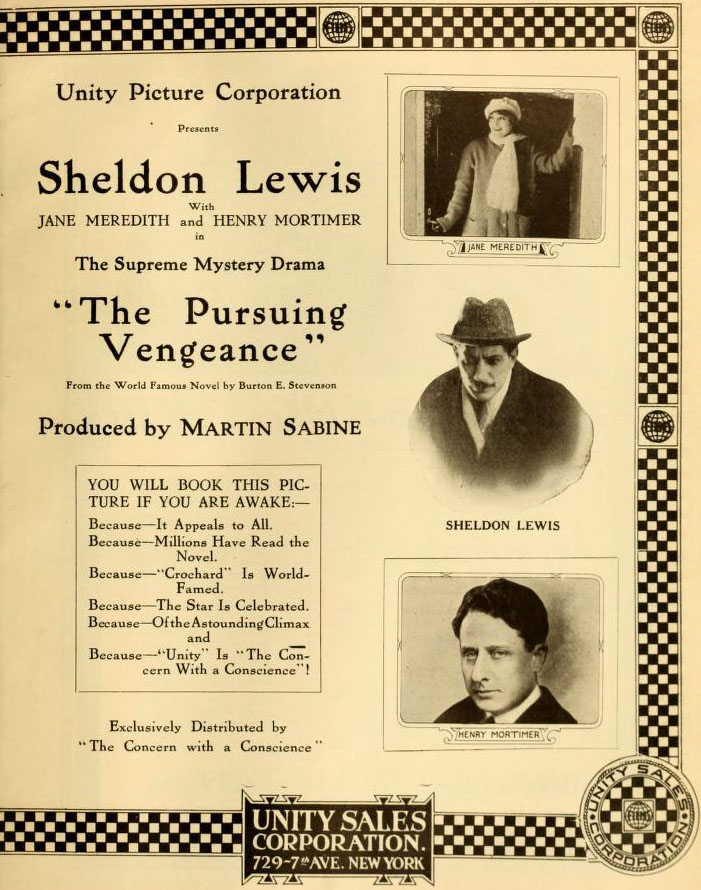
The Pursuing Vengeance (1916)

Sheldon Lewis (Filadelfia, 20 aprile 1868 – San Gabriel, 7 maggio 1958) è stato un attore statunitense.

## Biografia
Attore del cinema muto, Sheldon Lewis girò nella sua carriera 93 pellicole, soprattutto in ruoli di antagonista (suo è il ruolo di Jacques Frochard, il bruto che, insieme a sua madre, tiene prigioniera una delle due orfanelle di Griffith). Girò nel 1920 un Dr. Jekyll and Mr. Hyde, contrapponendo la sua interpretazione, nella parte del protagonista, a quella di John Barrymore, che aveva ricoperto lo stesso ruolo in un film uscito il mese prima.
Lewis era sposato con l'attrice Virginia Pearson. Nel 1916 la coppia fondò una propria compagnia di produzione che però fu un fallimento e che nel 1924 dovette dichiarare bancarotta. Nel 1928 Lewis divorziò dalla moglie, ma i due continuarono a vivere insieme fino alla morte di lui, avvenuta nel 1958, all'età di 90 anni. Negli ultimi anni la coppia visse in estrema povertà. L'attrice, sofferente di insufficienza renale acuta, rifiutò le ultime cure e morì un mese dopo l'ex-marito.

## Filmografia
- The Ticket-of-Leave Man, regia di Henry J. Vernot - cortometraggio (1914)
- I misteri di New York (The Exploits of Elaine), regia di Louis J. Gasnier, George B. Seitz, Leopold Wharton - serial (1914)
- The Coward - cortometraggio (1915)
- Braga's Double - cortometraggio (1915)
- Jabez's Conquest - cortometraggio (1915)
- Business Rivals - cortometraggio (1915)
- An Affair of Three Nations, regia di Ashley Miller (1915)
- The Menace of the Mute, regia di Ashley Miller (1915)
- The House of Fear, regia di John Ince e Ashley Miller (1915)
- The King's Game, regia di Ashley Miller (1915)
- La maschera dai denti bianchi (The Iron Claw), regia di Edward José, George B. Seitz - serial (1916)
- The Pursuing Vengeance, regia di Martin Sabine (1916)
- Charity, regia di Frank Powell (1916)
- The Warfare of the Flesh, regia di Edward Warren (1917)
- The Hidden Hand, regia di James Vincent (1917)
- Wolves of Kultu, regia di Joseph A. Golden (1918)
- The Bishop's Emeralds, regia di John B. O'Brien (1919)
- Impossible Catherine, regia di John B. O'Brien (1919)
- Dr. Jekyll and Mr. Hyde, regia di J. Charles Haydon (1920)
- The Silent Barrier, regia di William Worthington (1920)
- Le due orfanelle (Orphans of the Storm), regia di D.W. Griffith (1921)
- When the Desert Calls, regia di Ray C. Smallwood (1922)
- Jacqueline, or Blazing Barriers, regia di Dell Henderson (1923)
- Little Red School House, regia di John G. Adolfi (1923)
- L'orfanella di New York (The Darling of New York), regia di King Baggot (1923)
- Missing Daughters, regia di William H. Clifford (1924)
- In Fast Company, regia di James W. Horne (1924)
- The Enemy Sex, regia di James Cruze (1924)
- Honor Among Men, regia di Denison Clift (1924)
- The Dangerous Flirt, regia di Tod Browning (1924)
- Those Who Dare, regia di John B. O'Brien (1924)
- Dangerous Pleasure, regia di Harry Revier (1924)
- The Top of the World, regia di George Melford (1925)
- New Lives for Old, regia di Clarence G. Badger (1925)
- Super Speed, regia di Albert S. Rogell (1925)
- Silent Sanderson, regia di Scott R. Dunlap (1925)
- The Sporting Chance, regia di Oscar Apfel (1925)
- Defend Yourself, regia di Dell Henderson (1925)
- The Mysterious Stranger, regia di Jack Nelson (1925)
- The Three Way Trail, regia di Walter Irving (1925)
- Mac's Beth - cortometraggio (1925)
- Fighting the Flames, regia di B. Reeves Eason (1925)
- Battling Romeo, regia di William Hughes Curran - cortometraggio (1925)
- Kit Carson Over the Great Divide, regia di Frank S. Mattison (1925)
- Bashful Buccaneer, regia di Harry Joe Brown (1925)
- The Red Kimona, regia di Walter Lang e, non accreditata, Dorothy Davenport (1925)
- Taming of the Shrewd - cortometraggio (1925)
- The Two-Gun Man, regia di David Kirkland (1926)
- New Lives for Old, regia di Clarence G. Badger
- Don Giovanni e Lucrezia Borgia (Don Juan), regia di Alan Crosland (1926)
- Burning Gold, regia di John W. Noble (1927)
- The Chinatown Mystery, regia di J.P. McGowan - serial (1928)
- Tarzan the Tiger, regia di Henry MacRae (1929)
- The Phantom, regia di Alan James (1931)